# 邹圣脉
鄒聖脈（1692年—1762年），字宜彥，別號梧岡。清朝刻書家。
康熙三十年（1691年）出生於汀州四堡龍足鄉今連城縣四堡鄉霧閣村，祖父鄒周楨，父鄒仁聲，世代從事雕版印，“鐫經史、秦漢諸書，廣而布之”。邹圣脉六歲入家塾，稍长博览群书，不喜作八股文，“終身未第，一介布衣”。一說鄒聖脈是啟蒙讀物《幼學瓊林》作者。鄒聖脈去世時，謝梅林撰《哭梧岡姻太翁鄒老先生仙逝》一文悼念。有子鄒雲亭。